# 대한민국 형사소송법 제268조
대한민국 형사소송법 제268조는 소환장송달의 의제에 대한 형사소송법의 조문이다.

## 조문
제268조(소환장송달의 의제)법원의 구내에 있는 피고인에 대하여 공판기일을 통지한 때에는 소환장송달의 효력이 있다.

## 참고 문헌
- 손동권 신이철, 새로운 형사소송법(초판, 2013), 세창, 2013. ISBN 9788984114081